# Нодико Татишвили
Нодико „Нодар“ Татишвили (на грузински: ნოდიკო „ნოდარ“ თათიშვილი; род. 5 ноември 1986) е грузински певец.

## Биография
На шестгодишна възраст прави първата си изява – в концертна зала в Тбилиси. Бил е солист на детски ансамбъл. На осем години печели национален конкурс, а на девет участва заедно с ансамбъл „Иверия“ в мюзикъла „Две джуджета“. През тийнейджърските си години взима участие в телевизионен проект, срещайки популярни композитори и музиканти. В периода от 2005 до 2009 г. участва в много престижни музикални фестивали и проекти. Печели грузинския вариант на „Мюзик айдъл“ – „Геостар“ през 2009 г.
Заедно с певицата Софо Геловани представят Грузия на „Евровизия 2013“ в град Малмьо, Швеция.